# Ardisia merrillii
Ardisia merrillii är en viveväxtart som beskrevs av Egbert Hamilton Walker. Ardisia merrillii ingår i släktet Ardisia och familjen viveväxter. Utöver nominatformen finns också underarten A. m. rosea.